# Площа Мустакіллік (Ташкент)
Пло́ща Мустакіллі́к, майдан Незалежності (узб. Mustaqillik maydoni) — центральний майдан у столиці Узбекистану місті Ташкенті, названий на честь незалежності держави (1991), на якому розташовані головні адміністративні будівлі країни, низка помпезних пам'ятників; улюблене місце відвідання та прогулянок ташкентців і туристів. 

## Опис та об'єкти

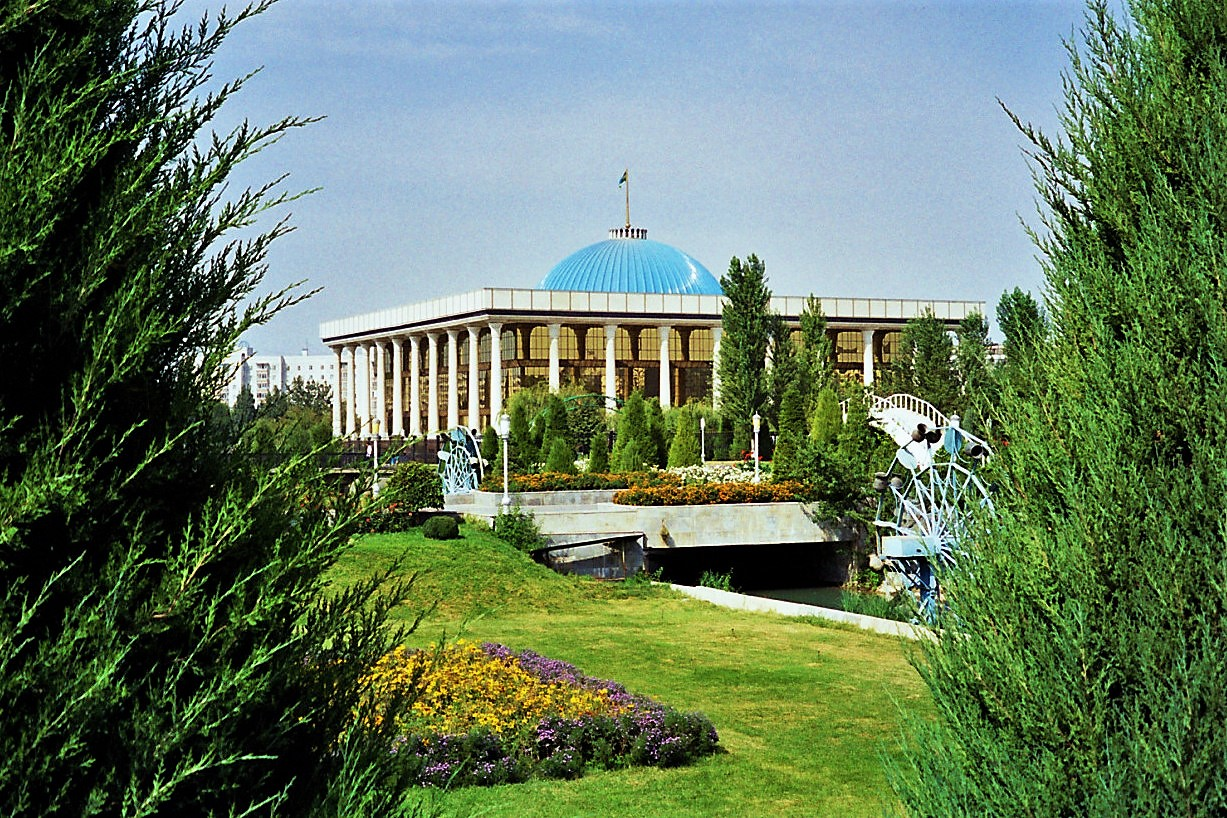
Олій Мажліс Узбекистану

На ташкентському майдані Мустакіллік (Незалежності) розташовані адміністративні будівлі Кабінету Міністрів (буд. № 5; за цією ж адресою: концертний зал «Бахор») і обох палат Парламенту (Олій Маджлісу та Сенату) Республіки Узбекистан (буд. № 6). 
Вхід на площу обрамляє Арка добрих і благородних устремлінь зі скульптурними зображеннями лелек. У центрі площі на гранітному постаменті розміщується символ незалежності — бронзова куля, що уособлює земну кулю з символічним зображенням на ньому обрисів Республіки Узбекистан. Біля підніжжя обеліска встановлено пам'ятник Щасливій матері — постать молодої жінки з дитиною на руках. 
Північна сторона площі являє собою паркову зону, де знаходиться Алея Слави і пам'яті. По обидва боки алеї розміщуються галереї з різьбленими колонами і ажурними ґратами, де на 14 стелах (число регіонів республіки) встановлені книги пам'яті, в яких вписані імена всіх узбекистанців, полеглих на фронтах Другої Світової Війни. На кінці алеї розташовується пам'ятник Скорботній матері та вічний вогонь. 

## З історії площі

### Соборний майдан

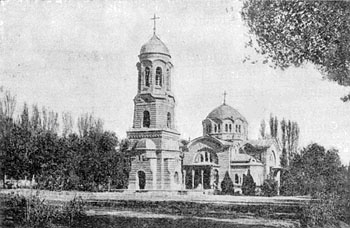
Соборний майдан, 1910 рік

Після приєднання Ташкента до Російської імперії 1865 року російською адміністрацією міста була розпочато будівництво нового європейського міста по інший бік каналу Анхор від старого міста, що існував досі. Це Будівництво здійснювалося за загальним генеральним планом, згідно з яким передбачалося центрально-радіальне планування вулиць і площ міста. 
Просто на лівому березі Анхора через дорогу від Ташкентської фортеці, зведеної навпроти воріт Коймас старого міста, було побудовано будівлю резиденції Туркестанського генерал-губернатора з великим садом, так званий «Білий дім». 
Площа перед «Білим домом» отримала згодом назву Соборна площа, оскільки по інший бік від площі перед губернаторським палацом був побудований по часі Ташкентський військовий Спасо-Преображенський собор (не зберігся). Цей собор також називався Військовий собор.

### Червона площа

Центральна площа Ташкента (1930-ті)

Після більшовицького перевороту 1917 на початку 1930-х за рішенням радянської влади ташкентський Військовий собор був знесений, і площа отримала назву Червона площа. 
У 1930 відповідно до плану генеральної реконструкції Ташкента на місці генерал-губернаторського будинку за проектом архітектора С. Полупанова було споруджено будинок Ради Народних Комісарів Узбецької РСР. 
24 січня 1934 ЦВК Рад Узбецької РСР на виконання постанови «Про увічнення пам'яті В. І. Леніна» II з'їзду Рад СРСР, що пройшов напередодні у Москві, ухвалила своє рішення щодо спорудження на ташкентській Червоній площі перед будівлею Ради Народних Комісарів Узбецької РСР пам'ятника В. І. Леніну. 
Урочисте відкриття цього монумента, створеного за проектом московського скульптора професора Б. Д. Корольова, відбулося 15 листопада 1936.

### Площа імені В. І. Леніна

Площа Леніна (1950-ті)

У 1952—54 роках була проведена реконструкція Червоної площі Ташкента. Фасад будівлі Ради Міністрів Узбецької РСР у процесі цих робіт доповнили елементами з використанням узбецьких національних архітектурних традицій і декору. Пам'ятник роботи Б. Д. Корольова був переданий для встановлення в місті Ургенчі. А перед будівлею Ради Міністрів Узбецької РСР 30 квітня 1956 року був встановлений пам'ятник В. І. Леніну роботи скульптора М. Г. Манізера. 
В. І. Ленін, що стоїть на постаменті з червоного мармуру і чорного лабрадориту, був зображений у повний зріст зі здійнятою рукою. За задумом скульптора монумент передавав момент виступу В. І. Леніна з вежі броньовика у квітневі дні 1917 року на Фінляндському вокзалі в Петрограді. Відтак, 1956 року ташкентська Червона площа дістала нову назву — «Площа ім. В. І. Леніна». 
У 1965 році з південного боку майдану, на місці будинків, що йдуть уздовж вулиці Ленінградської, було розпочато будівництво нової сучасної будівлі Ради Міністрів Узбецької РСР у стилі так званого «радянського конструктивізму» Характерними особливостями споруди, що зводилась за проектом групи архітекторів (Б. Мезенцев — керівник проекту, О. Якушев, Б. Зарицький, Є. Розанов, Л. Адамов, В. Шестопалов та Ю. Коростельов), стали V-подібні бетонні опори. Будівництво було завершено у 1967 році, і площа, таким чином, одержала нове архітектурно-художнє оформлення. 

#### Площа ім. В. І. Леніна після Ташкентського землетрусу
Після руйнівного Ташкентського землетрусу (1966) в місті з наряду з іншими масштабними роботами була здійснена корінна реконструкція площі імені Леніна згідно зі спеціально розробленим генеральним планом розвитку міста Ташкента. 
Так, у 1967 році з південного боку площі було побудовано нове сучасне приміщення Ради Міністрів Узбецької РСР, а у колишньому будинку розмістились різноманітні державні служби. Зокрема, у північній частині цієї будівлі колишній актовий зал будівлі Ради Міністрів Узбецької РСР був реконструйований і перетворений на концертний зал, який у подальшому дістав назву «Бахор».
Реконструкцію в цілому було завершено в 1974 році — напередодні святкування 50-річчя Узбецької РСР. Після реконструкції площа збільшилася в 3,5 рази. Оскільки пам'ятник В. І. Леніну роботи М. Г. Манізера не відповідав новим архітектурним рішенням ансамблю реконструйованої площі, він був переданий для установки у Самарканді, а на майдані, в її геометричній домінанті, хоча і на деякій відстані від колишньої будівлі Ради Міністрів Узбецької РСР, у 1974 році був встановлений новий, більший за розміром пам'ятник Леніну роботи скульптора М. В. Томського і архітектора С. Р. Адилова. Відтоді цей новий пам'ятник Леніну був домінантою не лише архітектурного ансамблю реконструйованої Площі ім. В. І. Леніна, але архітектурною домінантою міста загалом.

### Мустакіллік (Незалежність)
Після проголошення у вересні 1991 року Узбекистаном незалежності «Площа В. І. Леніна» у 1992 році була перейменована і отримала назву «Мустакіллік майдоні», тобто у перекладі «Майдан Незалежності». 
У 1990—2000-і роки на майдані Мустакіллік розгорнулись широкомасштабні роботи з будівництва та благоустрою, що сильно змінили його вигляд. 
Вхід на площу Мустакіллік був оформлений аркою «Езгулік» (Арка добрих і благородних устремлінь) з фігурами лелек, що на злеті. Минувши арку, опиняєшся на шляху до центру майдану, де височіє монумент Незалежності і гуманізму, що складається з двох пам'ятників — Незалежності і Щасливій матері. Пам'ятник Незалежності, що знаменує суверенітет Узбекистану, був споруджений у 1991 році, і зайняв місце демонтованого тоді ж пам'ятника В. І. Леніну (фактично на старий постамент поставили скульптуру у вигляді золотавої земної кулі з викарбуваними на ній обрисами кордонів Узбекистану. А пам'ятник Щасливій матері роботи скульпторів Ільхома та Камола Джаббарових з'явився значно пізніше — у 2006 році. Образ матері (фігура заввишки 6 м) символізує образ Батьківщини, дитина (фгура заввишки 3,5 м) — втілює майбуття.
Майдан Мустакіллік (Незалежності) у теперішній час (2000-ні) є центральною площею Ташкента, на якій відбуваються святкові заходи і військові паради в дні урочистих подій і державних свят. 
Майдан Незалежності став улюбленим місцем відпочинку ташкентців. Доброю традицією є відвідання площі нареченими у день весілля.

## Виноски
1. ↑  Об'єкти на площі Мустакіллік [Архівовано 3 січня 2010 у Wayback Machine.] на www.orexca.com («Орієнтал експрес Центральна Азія», вебресурс, присвячений мандрівкам та туризму до Центральної Азії) [Архівовано 7 січня 2010 у Wayback Machine.] (англ.) (рос.)
2. ↑  Площа Мустакіллік (Ташкент) на www.tashkent-hotels.com [Архівовано 21 січня 2012 у Wayback Machine.] (рос.)